# Нелемное
Не́лемное — село в Верхнеколымском улусе Якутии.

## Название
Село получило название от рыбы нельмы, которая шла по реке на нерест.

## История
До 1950-х Нелемное относилось к Среднеканскому району Магаданской области. В начале 1970-х гг. руководство района подняло вопрос о закрытии села Нелемное и переводе половины жителей в с. Верхнеколымск, а другой половины — в с. Усун-Кюёль. На общем собрании жителей села это предложение вызвало возмущение и обращение в вышестоящие партийные органы (обком партии). Тогдашнее партийное руководство на фоне всесоюзного успеха романа С. Курилова «Ханидо и Халерха» резко одёрнуло местных проводников политики закрытия неперспективных сёл. Более того, с конца 70-х годов началось ускоренное развитие села: началось строительство двухэтажных домов, котельной, ДЭС, новых зданий, бани, магазина, спортзала.

## Население
| 2002 | 2010 | 2012 | 2013 | 2014 | 2015 | 2016 |
| ---- | ---- | ---- | ---- | ---- | ---- | ---- |
| 282  | ↘262 | ↘256 | ↗260 | ↗261 | ↘248 | ↗251 |
| 2017 | 2018 | 2019 | 2020 | 2021 |      |      |
| ↘245 | ↘232 | ↗235 | ↘231 | ↘230 |      |      |

Национальный состав
В селе Нелемное компактно проживают юкагиры — представители древнейшего населения северо-восточной Сибири (в селе их около 130 человек).

## Инфраструктура
В селе имеется почта по адресу улица Текки Одулок 6. Есть амбулатория, единственная в России юкагирская средняя школа, дом культуры, музей, детский сад, библиотека, пекарня, магазин и котельная. С 2009 года при школе действует киностудия «Нелемное продакшн». Воспитанники киностудии обучаются основам кинематографии. Пробуют себя в качестве актёров, режиссёров, постановщиков, сценаристов, монтажёров.

## Экономика
В селе хозяйственные центры родовых общин «Юкагир», «Утаяна», «Тэкки-Одулок», ведущих традиционные отрасли хозяйства — оленеводство и промыслы (рыбный и пушной).

## Люди, связанные с селом
- Спиридонов, Николай Иванович (Текки Одулок) (1906, Нелемное — 1938) — юкагирский русскоязычный писатель, учёный, общественный деятель